# Carl Kemme

Bischofswappen von Carl Kemme

Carl Allan Kemme (* 14. August 1960 in Effingham, Illinois) ist ein US-amerikanischer Geistlicher und römisch-katholischer Bischof von Wichita.

## Leben
Carl Kemme empfing am 10. Mai 1986 durch den Bischof von Springfield in Illinois, Daniel Leo Ryan, das Sakrament der Priesterweihe.
Am 20. Februar 2014 ernannte ihn Papst Franziskus zum Bischof von Wichita. Der Erzbischof von Kansas City, Joseph Fred Naumann, spendete ihm am 1. Mai desselben Jahres die Bischofsweihe; Mitkonsekratoren waren der Bischof von Springfield in Illinois, Thomas John Paprocki, und der Erzbischof von Omaha, George Joseph Lucas.